# Estarrona
Estarrona est un village ou contrée faisant partie de la municipalité de Vitoria-Gasteiz dans la province d'Alava dans la Communauté autonome basque.

## Voir également
- Liste des municipalités d'Alava